# Beautheil-Saints
Beautheil-Saints es una comuna nueva francesa situada en el departamento de Sena y Marne, de la región de Isla de Francia.

## Historia
Fue creada el 1 de enero de 2019, en aplicación de una resolución del prefecto de Sena y Marne de 3 de julio de 2018 con la unión de las comunas de Beautheil y Saints, pasando a estar el ayuntamiento en la antigua comuna de Saints.

## Demografía
Según los datos aportados en la resolución del prefecto de Sena y Marne, la comuna se crea con 2143 habitantes.

## Composición
| Comuna fusionada | Código INSEE | Población (2016) | Superficie (km²) | Densidad (hab./km²) |
| ---------------- | ------------ | ---------------- | ---------------- | ------------------- |
| Beautheil        | 77028        | 693              | 18.37            | 38                  |
| Saints           | 7733         | 1361             | 20.04            | 68                  |